# Singapore Cup 2009
Der Singapore Cup 2009, aus Sponsorengründen auch als  RHB Singapore Cup bekannt, war die 12. Austragung des Fußball-Pokalwettbewerbs für singapurische Vereinsmannschaften und geladene Mannschaften. In dieser Saison nahmen insgesamt 16 Mannschaften teil. Titelverteidiger war Singapore Armed Forces FC.

## Teilnehmer
Insgesamt nahmen 16 Mannschaften teil, zwölf Vereine aus der S. League sowie vier eingeladene Vereine aus Australien, Thailand, Kambodscha und Hongkong.
| S. League 12 Vereine der S. League | Eingeladene Vereine                                                                                                  |
| - Albirex Niigata (Singapur) - Balestier Khalsa - Brunei DPMM FC - Geylang United - Gombak United - Home United - Sengkang Punggol FC - Singapore Armed Forces FC - Super Reds - Tampines Rovers - Woodlands Wellington - Young Lions | Aus Thailand - Bangkok Glass FC - TTM Samut Sakhon FC Aus Kambodscha - Phnom Penh Crown Aus Indonesien - Pelita Jaya |

## Vorrunde
| Datum          |                            | Ergebnis |                           |
| -------------- | -------------------------- | -------- | ------------------------- |
| 28. April 2009 | Woodlands Wellington       | 0:1      | Bangkok Glass FC          |
| 29. April 2009 | Brunei DPMM FC             | 1:0      | Pelita Jaya               |
| 30. April 2009 | Balestier Khalsa           | 0:3      | Home United               |
| 1. Mai 2009    | Geylang United             | 2:1      | Singapore Armed Forces FC |
| 2. Mai 2009    | Albirex Niigata (Singapur) | 3:1      | Gombak United             |
| 3. Mai 2009    | Tampines Rovers            | 1:0      | Sengkang Punggol FC       |
| 4. Mai 2009    | Phnom Penh Crown           | 2:0      | Young Lions               |
| 6. Mai 2009    | TTM Samut Sakhon FC        | 4:2      | Super Reds                |

## Viertelfinale
| Datum                        |                  | Gesamt          |                            | Hinspiel | Rückspiel |
| ---------------------------- | ---------------- | --------------- | -------------------------- | -------- | --------- |
| 26. August/2. September 2009 | Phnom Penh Crown | 4:5             | Bangkok Glass FC           | 1:2      | 3:3       |
| 28./31. August 2009          | Brunei DPMM FC   | 3:7             | TTM Samut Sakhon FC        | 1:3      | 2:4       |
| 30. August/3. September 2009 | Geylang United   | 4:3             | Home United                | 2:1      | 2:2       |
| 1./4. September 2009         | Tampines Rovers  | 1:1 (1:3 i. E.) | Albirex Niigata (Singapur) | 1:0      | 0:1 n. V. |

## Halbfinale
| Datum                |                            | Gesamt          |                  | Hinspiel | Rückspiel |
| -------------------- | -------------------------- | --------------- | ---------------- | -------- | --------- |
| 5./9. Oktober 2009   | Albirex Niigata (Singapur) | 1:1 (3:4 i. E.) | Geylang United   | 0:1      | 1:0 n. V. |
| 26./29. Oktober 2009 | TTM Samut Sakhon FC        | 4:9             | Bangkok Glass FC | 0:6      | 4:3       |

## Spiel um Platz 3
| Datum            |                            | Ergebnis        |                     |
| ---------------- | -------------------------- | --------------- | ------------------- |
| 7. November 2009 | Albirex Niigata (Singapur) | 1:1 (3:4 i. E.) | TTM Samut Sakhon FC |

## Finale
| Datum            |                | Ergebnis |                  |
| ---------------- | -------------- | -------- | ---------------- |
| 8. November 2009 | Geylang United | 1:0      | Bangkok Glass FC |

| Paarung  | Geylang United – Bangkok Glass FC |
| Ergebnis | 1:0 (0:0)                         |
| Datum    | 8. November 2009                  |
| Stadion  | Jalan Besar Stadium, Singapur     |
| Tore     | 1:0 Hafiz Rahim (82.)             |